# Altıntaş, Midyat

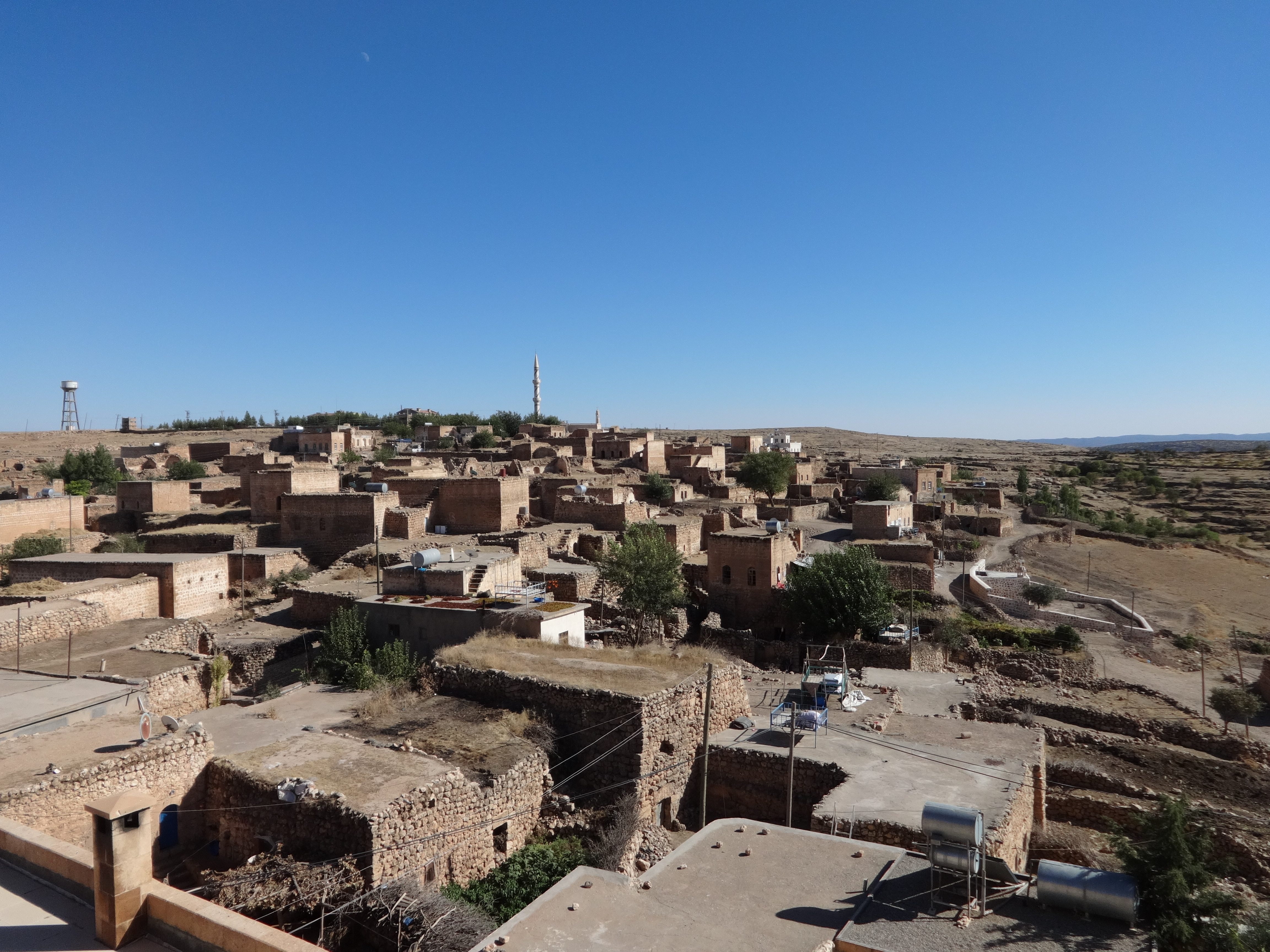

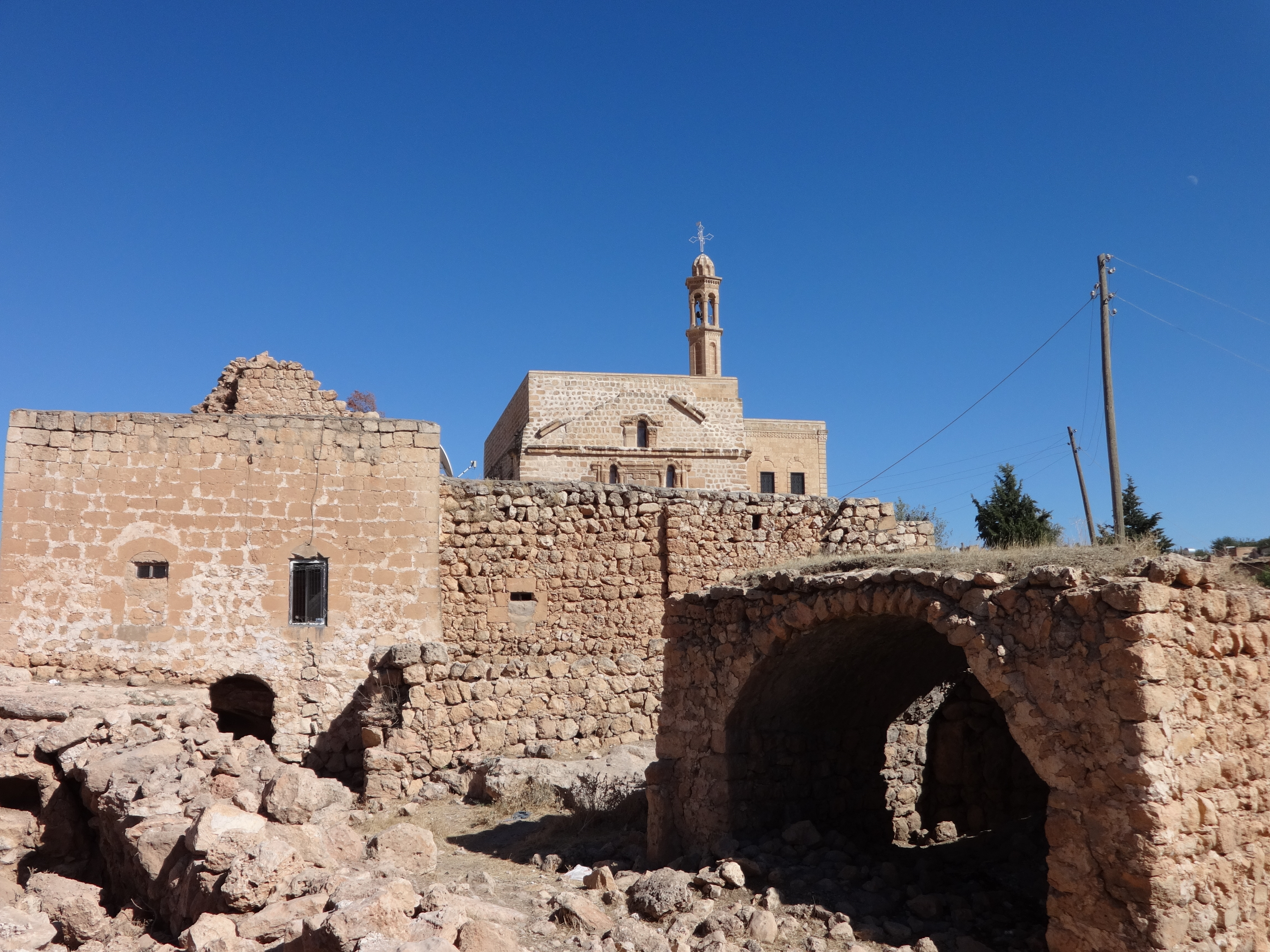

Altıntaş là một xã thuộc huyện Midyat, tỉnh Mardin, Thổ Nhĩ Kỳ. Dân số thời điểm năm 2010 là 241 người.